# Ногайская степь
Нога́йская степь  — засушливая безлесая равнина на востоке Северного Кавказа в междуречье Терека и Кумы. 
В других источниках, на начало XX столетия, Ногайской степью называли ровную поверхность в Бердянске, продолжение Бердянского уезда, южную часть Бессарабской губернии России и другие территории где в свое время проживали ногайцы. 
Современный регион расположен на территориях субъектов Российской Федерации — России, Ставропольского края, северного Дагестана и Чеченской Республики. Название региона происходит от этнонима ногайцы.
Растительность ксерофитная и галофитная, часто — на песчаных грунтах.

## Климат
Климат Ногайской степи континентальный, засушливый, с количеством годовых осадков менее 300 мм. Средняя температура тёплого периода (апрель — октябрь) +18-19 °C , холодного периода (ноябрь — март) от 0 до 2 °C . Абсолютный минимум −33 °C (январь, февраль), максимум +42 °C (август). Лето знойное, зима отличается минимальной суммой осадков (в среднем около 40 мм), из-за чего снежный покров слабо выражен.